# Catechism
Catechism ist ein Jazzalbum des Dennis González Dallas-London Sextet. Die am 14. Juli 1987 in den Boathouse Studios, London entstandenen Aufnahmen erschienen zunächst 1988 auf dem von González, Bill Emery und Gerard Bendik gegründeten Label Daagnim Records. Das Album wurde 1996 auf Music and Arts Programs of America wiederveröffentlicht.

## Hintergrund
Dennis González’ Dallas-London Sextett war eine Jazzgruppe, die der aus Dallas stammende Trompeter Dennis González während eines Besuchs in London zusammengestellt hatte. Sein Traum war es, eine Gruppe zusammenzustellen, wie es Elton Dean auf seinem Album Boundaries von 1980 getan hatte. Eingeladen waren alle Mitglieder des Elton Dean Quintetts, die auf „Boundaries“ gespielt hatten, außer den Kornettisten Marc Charig, der zu dieser Zeit in Deutschland lebte. Die Musik der Gruppe wurde von Gonzalez über einen Zeitraum von zwölf Monaten komponiert, und die Aufnahmesessions von ihm geplant, bevor sie schließlich alle zusammenkommen konnten. Die Gruppe existierte tatsächlich nur für wenige Stunden, die Zeit, die sie brauchten, um ihr Album „Catechism“ zu proben und aufzunehmen.
Gonzalez spielte neben dem Saxophonisten Elton Dean mit dem Pianisten Keith Tippett, dem Posaunisten Kim Corbet, dem südafrikanischen, in England lebenden Schlagzeuger Louis Moholo, dem brasilianischen Bassisten Marcio Mattos und seinem amerikanischen Trompeterkollegen Rob Blakeslee, der auch Arrangements beisteuerte. „Hymn for John Carter“ ist eine Hommage an den amerikanischen Klarinettisten John Carter. „Catechism“, das aus sechs Abschnitten besteht, beginnt mit Tippetts Klavierspiel in „Burning Faith“; er assimilierte dabei einen Cembalo- oder Gamelan-Sound, indem er Holzblöcke auf die Saiten legt und so einen gedämpften Effekt erzeugt, notierte Michael G. Nastos.

## Titelliste
- Dennis González Dallas-London Sextet: Catechism (Daagnim Records (CD) 1; Music & Arts – CD 913)[2][3]

1 Surely Goodness and Mercy (Kwela for Carol) Take One 3:15

2 The Sunny Murray - Cecil Taylor Dancing Lesson (Gerard Bendiks) 9:11

3 Hymn for John Carter 13:19

4 Catechism (Part One) (14:35)

4.1. Burning Faith 3:03

4.2. The Limits of Wildness 3:05

4.3. Birth of the Stream 3:23

4.3. Improvisation 4:58

5 Catechism (Part Two) (9:04)

5.1. Testimonies of Injured Histories 3:49

5.2. The Voice Crying in the Wilderness 5:15

6 Surely Goodness and Mercy (Kwela for Carol) Take Two 3:10

7 The Names We Are Known By (Reprise: Catechism IA) 3:22
Wenn nicht anders vermerkt, stammen die Kompositionen von Dennis González.

## Rezeption

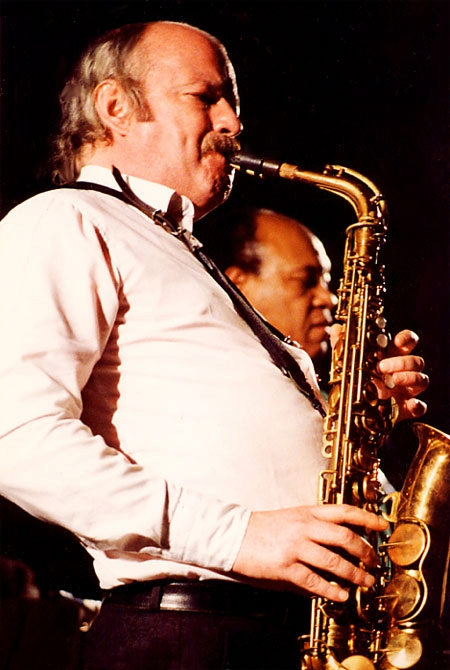
Elton Dean

Michael G. Nastos verlieh dem Album in Allmusic vier Sterne und schrieb, dies sei eine außergewöhnliche Band gewesen, eine der besten von vielen, die González in den letzten drei Jahrzehnten zusammengestellt habe. Er habe alle (bis auf eine) der sieben Kompositionen geschrieben, die von Mainstream-Strukturen über Free Jazz bis hin zu südafrikanischer Township-Musik reichen würden oder einfach nur Vehikel für seine Freunde seien, um ihr beachtliches Improvisationsvermögen zu präsentieren. Am ambitioniertesten seien aber die langen Stücke „Hymn for John Carter“ und das zweiteilige Titelstück „Catechism“. Auch wenn dies sicherlich nur ein kurzzeitiges Bandprojekt war, sei damit für González ein Traum wahr geworden. Sein Sound sei eine Synthese aus Bop und Don Cherry, aber im Falle dieser Aufnahme sei sein Instrument die Komposition, und seine Art, sie auszudrücken, käme durch diese meisterhaften Musiker klar zum Ausdruck.
Die Kritiker Richard Cook und Brian Morton vergaben dem Album 1993 in der zweiten Auflage des Penguin Guide to Jazz dreieinhalb Sterne und schrieben, „The Sunny Murray - Cecil Taylor Dancing Lesson“ (geschrieben von Gerard Bendiks) und „Catechism“ seien von höchster Qualität, lediglich der eher flache Klang der Aufnahmen und die Wahrscheinlichkeit einer begrenzten Stückzahl der Veröffentlichung führten nicht zu einer Höchstbewertung des Albums.